# Mutschli (Käse)

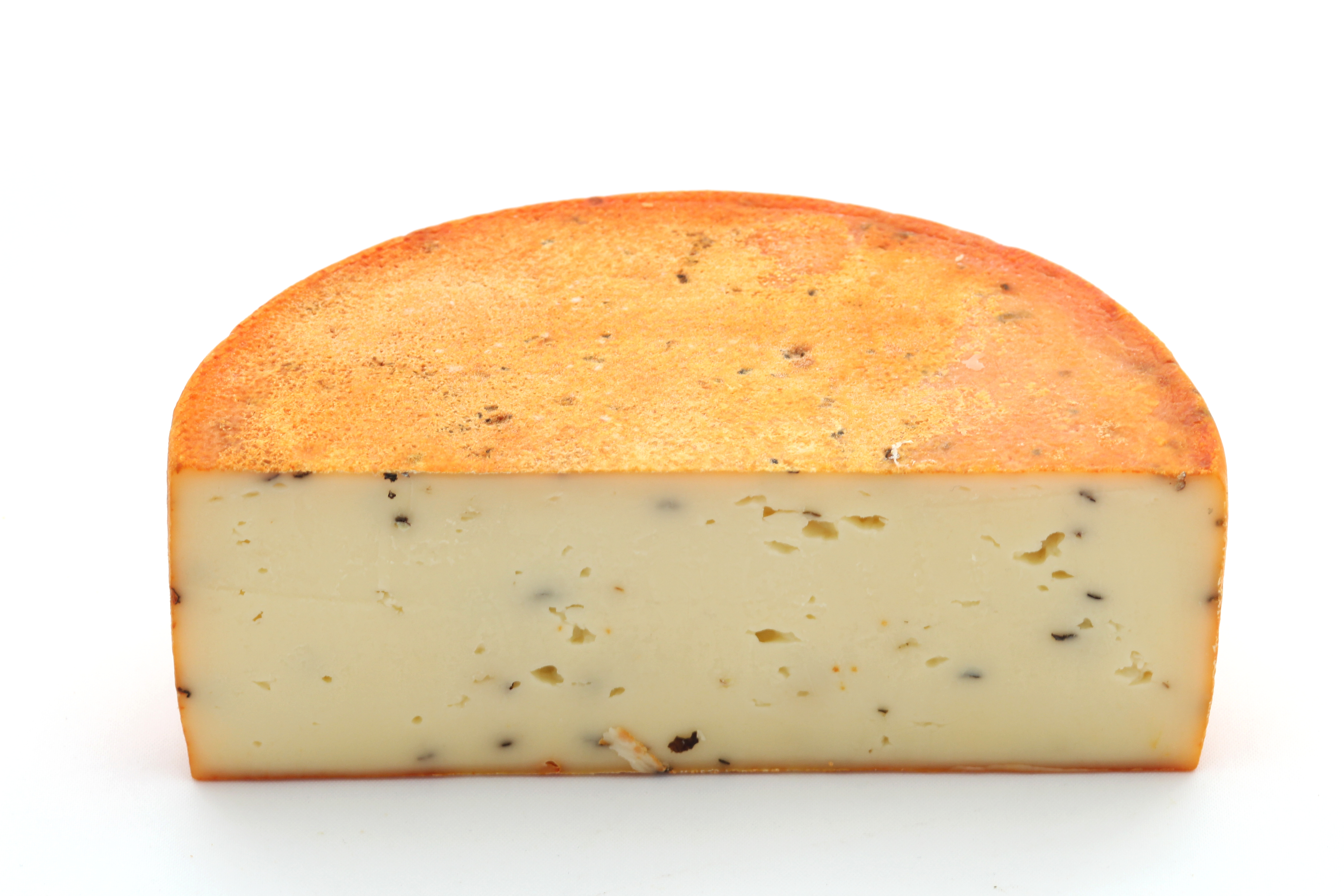
Mit Pfeffer gewürztes Mutschli aus Lurtigen, Kanton Freiburg

Das oder der Mutschli (rätoromanisch mutschli), Tomme du Valais oder auch das Tummeli, ist ein kleiner, halbharter Vollfettkäse aus der Deutschschweiz, den Kantonen Wallis und Freiburg und
aus dem rätoromanischen Sprachgebiet. Mutschli haben ein Gewicht von einem halben bis zu vier Kilogramm und werden auf den Alpen aus Rohmilch, in Käsereien auch aus thermisierter oder pasteurisierter Milch hergestellt.
Mutschli gehören seit 2009 zum Inventar des kulinarischen Erbes der Schweiz.

## Variationen
Mutschli werden teilweise mit Kräutern, Knoblauch, Pfeffer oder anderen Gewürzen angereichert. Da auf den Alpen unterschiedliche Bakterienkulturen verwendet werden, sind die geschmacklichen Unterschiede der Alp-Mutschli gross. Vereinzelt werden Schaf- oder Ziegenmilch verwendet oder sie werden als Weichkäse hergestellt. Mutschli können mit einem Relief versehen sein. Weil die Variationen innerhalb des Begriffes beträchtlich sind, bezeichnet Mutschli weniger eine klar definierte Sorte, sondern ist ein allgemeiner Begriff für kleine, in der Regel milde Käse, die wegen der geringen Grösse der Laibe bereits nach wenigen Wochen genussreif sind.

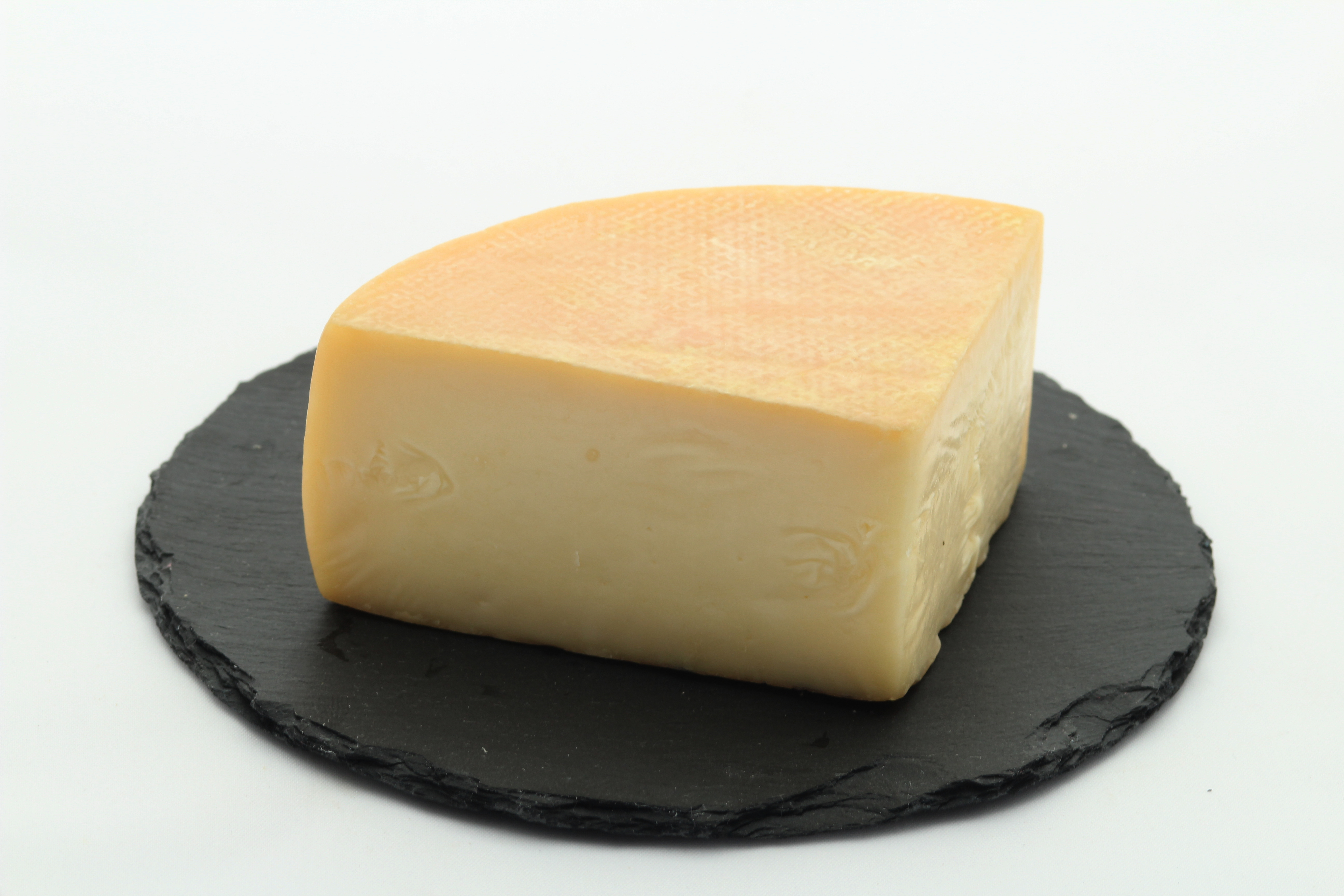
Tomme aus dem Wallis

Die im Wallis unter dem Namen Tomme bekannten Mutschli wiegen in der Regel zwischen 1 und 1,5 Kilogramm. Sie unterscheiden sich deutlich von den in den Nachbarregionen hergestellten Tomme Vaudoise und Tomme de Savoie.
Ein dem Mutschli ähnlicher Käse ist die Formagella aus der Südschweiz und Norditalien.

## Herstellung
Zu Beginn der Herstellung gibt der Älpler oder Käser der Milch Milchsäurebakterien bei, die verantwortlich für die Geschmacksbildung sind. Rund eine halbe Stunde nachdem der Käser bei 32 bis 38 Grad das Lab beigegeben hat, gerinnt die Milch. Dabei entstehen flüssige Schotte und feste Gallerte. 
Die Gallerte wird in kaffeebohnengrosse Körner zerschnitten, wodurch der Käsebruch entsteht. Durch aufeinanderfolgendes Mischen und Ruhen wird ihm dann die Molke entzogen. Wenn der Bruch eine Temperatur von etwa 40 Grad erreicht hat, wird er in die Järbe gegeben, womit die Käse ihre typisch runde Form erhalten.
Anschliessend werden die Mutschli mehrere Stunden gepresst und regelmässig gewendet, bis sie keine Schotte mehr abgeben.
Während der nachfolgenden Reifung in den Lagerkellern bauen die Bakterienkulturen Eiweiss und Milchsäure in geschmackswirksame Stoffe um. Durch Einreiben mit leicht gesalzenem Schmierenwasser wird die Reifung zusätzlich beeinflusst.
Bereits nach zwei bis drei Wochen ist das noch sehr milde Mutschli genussreif und nach drei Monaten dann endgültig ausgereift.

## Geschichte und Name
Traditionell wurden grosse Laibe für den Handel und kleine für den Hausgebrauch gekäst. Im 19. Jahrhundert wurde die Höhe des Zolls durch die Stückzahl der exportierten Käse und nicht durch das Gewicht bestimmt. Über das Mutschli existieren kaum historische Quellen.
Die erste explizite Erwähnung eines dem Tomme ähnlichen Käses findet sich 1894 im Dictionnaire universel de cuisine pratique des Wallisers Joseph Favre, einem in Paris lebenden Koch. Favre erwähnt einen „Tomes d'Hérens“ und präzisiert: „Ces fromages de luxe ne sortent pas du pays.“ (Diese Luxuskäse verlassen das Land nicht.)
Laut dem Schweizerischen Idiotikon aus dem Jahr 1901 hat Mutsch drei Bedeutungen: Tier ohne Hörner, Dickkopf und etwas Kleines, Rundliches. Von letzterem leitet das Idiotikon die kleinen, halbharten Alpkäse, ein kleines, rundliches Brötchen und den Anschnitt eines Brotlaibes ab. Das Diminutiv dazu ist der heute gebräuchliche Begriff Mutschli.
Die erste nennenswerte Produktion des Tomme geht im Wallis auf etwa die 1940er Jahre zurück.

## Wirtschaftliche Bedeutung

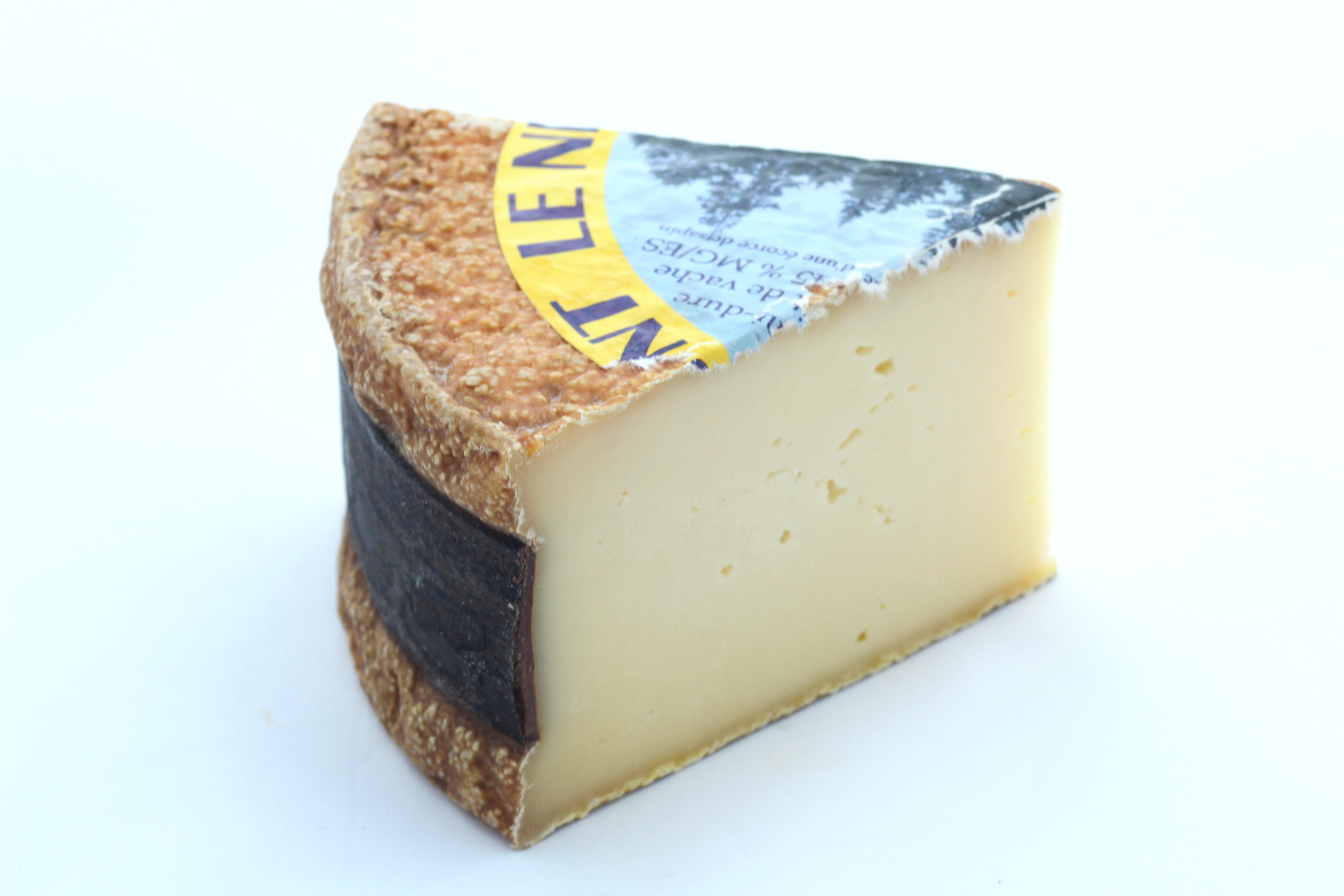
Tomme le Niremont, ein Mutschli benannt nach einem Berg in den Freiburger Voralpen

Produziert werden Mutschli in vielen Alpbetrieben, aber auch in Talkäsereien. Früher wurden sie vor allem zu Beginn und am Ende der Alpsaison hergestellt, weil dann die Milchproduktion noch nicht oder nicht mehr hochgefahren ist.
Heute sind viele Mutschli ganzjährig erhältlich. Sie werden wie jeder andere Hart- oder Halbhartkäse gegessen. Im Wallis werden jährlich rund 100 Tonnen Rohmilch-Tomme produziert und innerhalb des Kantons vermarktet.
Wegen der kurzen Reifungsdauer eignet sich das Mutschli zur Selbstversorgung des Alppersonals. Auf den Alpen werden sie meist als ganze Laibe an Berggänger verkauft, was einen schnellen finanziellen Ertrag der verwerteten Milch ermöglicht. Im Tal sind die kleinen Käse in Dorfläden und Käsereien erhältlich. Die wirtschaftliche Bedeutung der Mutschli ist jedoch geringerer als die der grösseren Alpkäse, denn die erwähnte Vielfalt macht eine einheitliche Vermarktung im Grosshandel unmöglich.